# بیست و سومین دوره جشنواره بین‌المللی فیلم فجر
بیست و سومین دورهٔ جشنوارهٔ فیلم فجر در بهمن ۱۳۸۳ در تهران و با برگزاری بزرگداشت‌های عبدالله اسکندری و فرامرز قریبیان برگزار شد.

## برگزیدگان
- تقدیر: ائتلاف (علی اکبر صادقی)
- تقدیر: تولد (حمید نویم)
- تقدیر: مژگان فرح آورمقدم (ما همه خوبیم) بهترین فیلمنامه
- تقدیر: جهانگیر الماسی (پشت پرده مه) بازیگر نقش اول مرد
- تقدیر: اسماعیل خلج (یک تکه نان) بازیگر نقش دوم مرد

### دیپلم افتخار
- بهترین بازیگر نوجوان: علیرضا شیخ‌الاسلامی (پشت پرده مه)
- بهترین فیلم: محمدرضا تخت‌کشیان (ما همه خوبیم)

### سیمرغ بلورین
- جایزهٔ ویژهٔ هیئت داوران: محمد بزرگ‌نیا (جایی برای زندگی)
- جایزهٔ ویژهٔ هیئت داوران: کمال تبریزی (یک تکه نان)
- فیلم برگزیده تماشاگران: بید مجنون (مجید مجیدی)
- بهترین اثر هنر و تجربه: کیانوش عیاری (بیدار شو آرزو)
- بهترین فیلم کوتاه: تنها صداست (امیر حشمتی)
- بهترین دستاورد هنری و فنی: کیانوش عیاری (بیدار شو آرزو)

| سیمرغ بلورین بهترین فیلم | سیمرغ بلورین بهترین کارگردانی |
| --- | --- |
| - خیلی دور، خیلی نزدیک – رضا میرکریمی - کافه ترانزیت – امیر سمواتی - بید مجنون - مجید مجیدی - جایی برای زندگی – حسن بشکوفه - پشت پرده مه – محمد خزاعی - ما همه خوبیم – بیژن میرباقری                                                                                            | - مجید مجیدی – بید مجنون - رضا میرکریمی – خیلی دور، خیلی نزدیک - پرویز شیخ‌طادی – پشت پرده مه - کامبوزیا پرتوی – کافه ترانزیت - بیژن میرباقری – ما همه خوبیم - جمیل رستمی – مرثیه برف                                                     |
| سیمرغ بلورین بهترین بازیگر نقش اول مرد | سیمرغ بلورین بهترین بازیگر نقش اول زن |
| - پرویز پرستویی – بید مجنون در نقش یوسف - عزت‌الله انتظامی – جایی برای زندگی در نقش عیدی محمد - مسعود رایگان – خیلی دور، خیلی نزدیک در نقش دکتر محمود عالم - امین حیایی – زن زیادی در نقش؟ - رضا کیانیان – ماهی‌ها عاشق می‌شوند در نقش عزیز - جهانگیر الماسی – پشت پرده مه در نقش؟ | - فرشته صدرعرفایی – کافه ترانزیت در نقش ریحان - مریلا زارعی – زن زیادی در نقش سیما - لیلا حاتمی – سالاد فصل در نقش لیلا سازگار - آهو خردمند – ما همه خوبیم در نقش مادر - رؤیا نونهالی – ماهی‌ها عاشق می‌شوند در نقش آتیه                   |
| بهترین بازیگر نقش دوم مرد | بهترین بازیگر نقش دوم زن |
| - خسرو شکیبایی – سالاد فصل در نقش عادل مشرقی - محسن قاضی‌مرادی – ما همه خوبیم در نقش پدر - اسماعیل سلطانیان – کافه ترانزیت در نقش اوجان - شهاب حسینی – رستگاری در هشت و بیست دقیقه در نقش فؤاد - اسماعیل خلج – یک تکه نان در نقش؟                                                | - لیلا زارع – ما همه خوبیم در نقش ناهید - هانیه توسلی – جایی برای زندگی در نقش رعنا - الهام حمیدی – خیلی دور، خیلی نزدیک در نقش نسرین - خاطره اسدی – دیشب باباتو دیدم آیدا در نقش ساناز - مائده طهماسبی – ماهی‌ها عاشق می‌شوند در نقش گوهر |
| سیمرغ بلورین بهترین فیلمنامه | سیمرغ بلورین بهترین موسیقی متن |
| - کافه ترانزیت – کامبوزیا پرتوی - بید مجنون – سیدناصر هاشم‌زاده و فؤاد نحاس و مجید مجیدی - پشت پرده مه – حسین یادگاری و پرویز شیخ‌طادی - جایی برای زندگی – محمد بزرگ‌نیا - ما همه خوبیم - مژگان فرح آور مقدم - خیلی دور، خیلی نزدیک – رضا میرکریمی و محمدرضا گوهری                 | - خیلی دور، خیلی نزدیک – محمدرضا علیقلی - کافه ترانزیت – پیمان یزدانیان - یک تکه نان – پیمان یزدانیان |
| بهترین صداگذاری | بهترین صدابرداری |
| - خیلی دور، خیلی نزدیک – بهمن اردلان - بید مجنون – محمدرضا دلپاک - جایی برای زندگی – پرویز آبنار - ما همه خوبیم – مسعود بهنام - ماهی‌ها عاشق می‌شوند – محسن روشن | - بید مجنون – یدالله نجفی - جایی برای زندگی – ساسان نخعی - خیلی دور، خیلی نزدیک – بهمن اردلان - مرثیه برف – محمد امامی - یک تکه نان – یدالله نجفی و ناصر شکوهی‌نیا                                                                        |
| بهترین طراحی صحنه و لباس | سیمرغ بلورین بهترین فیلم‌برداری |
| - خیلی دور، خیلی نزدیک – امیرحسین اثباتی - پشت پرده مه – پرویز شیخ‌طادی و بابک پناهی - جایی برای زندگی – پروین صفری - کافه ترانزیت – حسن فارسی - ماهی‌ها عاشق می‌شوند – علی رفیعی                                                                                                  | - خیلی دور، خیلی نزدیک – حمید خضوعی ابیانه - جایی برای زندگی – حسین جعفریان - کافه ترانزیت – محمدرضا سکوت - ما همه خوبیم – مهدی جعفری - ماهی‌ها عاشق می‌شوند – محمود کلاری                                                                 |
| بهترین چهره‌پردازی | بهترین |
| - خیلی دور، خیلی نزدیک – محمد قومی - بید مجنون – سیدمحسن موسوی - بیدار شو آرزو – اعظم روحانی و حسین صالحیان - باغ‌های کندلوس – بابک شعاعی و مهین نویدی - یک تکه نان – مجید اسکندری و عبدالله اسکندری                                                                             | |
| سیمرغ بلورین بهترین تدوین | سیمرغ بلورین بهترین جلوه‌های ویژه |
| - ما همه خوبیم – سعید شاهسواری - خیلی دور، خیلی نزدیک – بهرام دهقان - جایی برای زندگی – عباس گنجوی - بید مجنون – حسن حسن‌دوست - یک تکه نان – حسین زندباف | - جایی برای زندگی – نجف فتاحی - بید مجنون – محسن روزبهانی - خیلی دور، خیلی نزدیک – محسن روزبهانی - زن زیادی – داوود رسولیان |
| جایزه ویژه هیئت داوران | بهترین فیلم هنر و تجربه |
| - محمد بزرگ‌نیا - جایی برای زندگی - کمال تبریزی – یک تکه نان | - 'کیانوش عیاری - بیدار شو آرزو |
| بهترین فیلم کوتاه | |
| - امیر حشمتی - تنها صداست | |

## بزرگداشت‌ها
- عبدالله اسکندری، چهره‌پرداز
- فرامرز قریبیان، بازیگر، کارگردان و تهیه‌کننده